# Natuurlijke stoffen
Onder natuurlijke stoffen verstaat men stoffen die worden gewonnen uit de natuur en die vervolgens worden gebruikt voor andere doeleinden. Het gebruik van natuurlijke stoffen door de mens is al eeuwen oud.
Een voorbeeld van een natuurlijke stof zijn de draden van de cocon van een rups, waarvan zijde wordt gemaakt.
De hardste natuurlijke stof is diamant.